# Проламин
Пролами́н (от пролин — название одной из аминокислот, происходящее от лат. proles  — отпрыск, побег) — пролин-обогащенные запасные белки эндосперма семян злаков. Проламины входят в группу глютеновых белков.

## Физические свойства
Проламины хорошо растворимы в 60—80 % этиловом спирте.

## Этимология названий проламинов
Название связано с тем, что все белки этой группы при гидролизе дают значительное количество гетероциклической аминокислоты пролина и аммиака.
Названия проламинов разных злаков даются, как правило, в честь родовых названий злаков: у пшеницы — глиадины (род Triticum), ржи — секалины (род Secale), ячменя — гордеины (род Hordeum), овса — авенины (род Avena), кукурузы — зеины (род Zea), проса — паницин (род Panicum), сорго — кафирины (род Sorghum) и т. д.
Проламины, вместе с другими запасными белками семян, синтезируются на полисомах эндоплазматического ретикулума и затем накапливаются в запасающих вакуолях под липидным бислоем, формируя белковые тела.